# Bernard Duprat
Pour les articles homonymes, voir Duprat.
Pas d'image ? Cliquez ici

a Compétitions nationales et continentales officielles uniquement.

b Matchs officiels uniquement.
Bernard Duprat, né le 17 juillet 1943 à Bayonne, est un joueur français de rugby à XV qui évolue au poste d'ailier. Il joue en club avec l'Aviron bayonnais, Anglet olympique puis l'US Mouguerre, et compte 15 sélections avec l'équipe de France de 1966 à 1972.

## Biographie

### Carrière de joueur
Il dispute son premier test match le 26 février 1966, contre l'équipe d'Angleterre, et son dernier test match fut contre l'équipe d'Australie, le 17 juin 1972.
Il marque neuf essais avec l'équipe de France, dont six dans le Tournoi des Cinq Nations.
Duprat fait partie de l’équipe qui a battu les Springboks en Afrique du Sud, en juillet 1967.
Il est élu meilleur ailier droit du championnat de France en 1967 et 1968.

### Reconversion
Il travaille ensuite dans le domaine de l'hygiène animale pour le ministère de l'agriculture.

## Palmarès
- Sélections en équipe nationale : 15 (9 essais)[1]
- Sélections par année : 4 en 1966, 5 en 1967, 2 en 1968, 4 en 1972
- Tournois des Cinq Nations disputés : 1966, 1967, 1968, 1972
- Grand Chelem en 1968